# Oswald Schlee
Oswald Schlee, auch Oswald Sledanus, Sleidanus, Slede (* 1553 in Rostock; † 4. Januar 1613 ebenda) war ein deutscher lutherischer Geistlicher und Theologe.

## Leben
Schlee war der Sohn des Claus Slede und dessen Ehefrau Thalia, geb. Frese. Er studierte ab 1568 an der Universität Rostock und um 1572 an der Universität Jena bei Justus Lipsius. 1579 wurde er in Rostock zum Magister der Philosophie promoviert. Er war von 1577 bis 1589 Diakon an der Rostocker Petrikirche. Ab 1589 wirkte er an der Rostocker Marienkirche, bis 1609 war er Archidiakon und von 1609 bis 1613 Pastor, ab 1610 zugleich Stadtsuperintendent.
Schlee war ab 1578 verheiratet mit Elisabeth Engelbrecht (1555–1615) „aus alter Familie dieser Stadt [Rostock]“. Ein Sohn war der lutherische Geistliche, Theologe und Hochschullehrer Christian Schlee, ebenfalls in Rostock und später in Schleswig tätig. Ein weiterer Sohn, Nicolaus, studierte wie sein Bruder Christian um 1600 ebenfalls in Wittenberg, 1604 in Frankfurt (Oder) und ab 1607 in Jena. 1609 war er Präses in Gießen und Jurist, er verstarb 1609. Oswald Schlees Bruder Peter (* um 1564 in Rostock; † 19. August 1617 in Wismar) war Archidiakon an der Marienkirche Wismar.